# 塞吉施塔爾湖
46°40′47″N 7°58′35″E / 46.67972°N 7.97639°E
塞吉施塔爾湖（Sägistalsee），是瑞士的湖泊，位於該國西部，由伯恩州負責管轄，面積0.07平方公里，海拔高度1,935米，最大水深9.7米，專家對該湖泊的沉積物進行研究，以確定過去的氣候和人類活動。